# بسام حمشو
بسام مخلص حمشو (1945-6 يونيو 1982) طيار سوري يُعد من أفضل طياري القوات الجوية السورية.

## حياته
ولد في حماة في 1945 وحاز على شهادة البكالوريا من ثانوية بن رشد في نفس المحافظة قبل أن يلتحق بكلية الزراعة والتي تركها لينتسب إلى الكلية الجوية لاحقاً، حيث تخرج فيها الأول على دفعته، سافر إلى الاتحاد السوفيتي في بعثة تدريبية واشترك في حرب 67 برتبة ملازم طيار في السرب الخامس السوري، حيث شارك في قصف مصفاة نفط في حيفا.
خلال حرب الاستنزاف التي وقعت بين 1967-1970، جرت عدة اشتباكات جوية بين سلاح الجو السوري والإسرائيلي فوق الجولان المحتل ولبنان وبالرغم من انتهاء الحرب على الجبهة المصرية في 1970 فقد استمرت هذه الاشتباكات على الجبهة السورية حتى اندلاع حرب أكتوبر، في إحدى هذه الاشتباكات فوق بلدة زاكية بتاريخ 2 أبريل 1970 تمكن النقيب طيار بسام حمشو من إسقاط طائرة فانتوم إسرائيلية بطائرته ميج-21 نسخة (MiG-21PFM) ليصبح أول طيار عربي وسوري يُسقط طائرة فانتوم وقد سقط حطام طائرة الفانتوم فوق تلال جبل الشيخ الذي تحتله القوات الإسرائيلية أما الطيار والملاح الإسرائيليين وهما جدعون ماغن وبيني ناحماني فقد تمكنا من القفز من طائرتهما المصابة، لكنهما هبطا في منطقة تسيطر عليها القوات السورية ووقعا في الأسر، وقد عادا لاحقاً إلى إسرائيل ضمن عملية تبادل للأسرى في 4 يونيو 1973.
يعد هذا الإسقاط هو الوحيد المؤكد لبسام حمشو ضمن ثماني طائرات يُنسب إليه إسقاطها، خلال حروب الاستنزاف وأكتوبر وحرب الاستنزاف الثانية. لقى بسام حمشو مصرعه خلال حرب لبنان في 6 يونيو(أيلول) 1982 بعد أن أصابته طائرة إف-15 إسرائيلية بصاروخ جو-جو.

## تكريمه
حصل على وسام بطل الجمهورية وبعد وفاته صدر مرسوم بإطلاق اسمه على عدد من مدارس وأحياء المحافظات السورية.

## الملاحظات
1. ↑  على الرغم من نسب هذا اللقب إلى الطيار المصري أحمد عاطف في الاشتباك الجوي الذي وقع بتاريخ 9 ديسمبر 1969، فإن هذا الإسقاط غير مُثبت لغياب الأدلة